# Tianlin (köping i Kina)
Tianlin (kinesiska: 天林镇, 天林) är en köping i Kina. Den ligger i provinsen Sichuan, i den sydvästra delen av landet, omkring 150 kilometer sydost om provinshuvudstaden Chengdu. Antalet invånare är 13 934. Befolkningen består av 6 757 kvinnor och 7 177 män. Barn under 15 år utgör 19,0 %, vuxna 15-64 år 67 %, och äldre över 65 år 13,0 %.
Genomsnittlig årsnederbörd är 1 420 millimeter. Den regnigaste månaden är september, med i genomsnitt 265 mm nederbörd, och den torraste är december, med 14 mm nederbörd.